# スティーヴン・マルクマス
スティーヴン・マルクマス (Stephen Malkmus、1966年5月30日 - )は、アメリカのオルタナティヴ・ロック・ミュージシャン。ロックバンド、ペイヴメントのメンバーで、ボーカル、ギター、作曲を担当していた。現在はソロで活動している。所属レーベルはマタドール・レコード。

## 略歴
カリフォルニア州サンタモニカで生まれる。バージニア大学に入学し、歴史学を専攻しながら、ラジオでDJも務めていた。その後、ペイヴメントを結成して、1990年代アメリカのインディー・ロックを牽引することとなる。同時期に、デヴィッド・バーマン (David Berman)とともにシルヴァー・ジューズ (Silver Jews)を結成し、活動していた。ペイヴメントが1999年に解散した後、ソロ活動を開始する。スティーヴン・マルクマス&ザ・ジックス名義での活動の他、ソロ名義でのリリースを重ねている。

## ディスコグラフィ

### スティーヴン・マルクマス&ザ・ジックス
- 『スティーヴン・マルクマス』 - Stephen Malkmus (2001年)
- 『ピッグ・リブ』 - Pig Lib (2003年)
- 『フェイス・ザ・トゥルース』 - Face the Truth (2005年)
- 『リアル・エモーショナル・トラッシュ』 - Real Emotional Trash (2008年)
- 『ミラー・トラフィック』 - Mirror Traffic (2011年)
- 『ウィグ・アウト・アット・ジャグバッグズ』 - Wig Out at Jagbags (2014年)
- 『スパークル・ハード』 - Sparkle Hard (2018年)

※実際にザ・ジックス (The Jicks)名義なのは『ピッグ・リブ』『リアル・エモーショナル・トラッシュ』『ミラー・トラフィック』『ウィグ・アウト・アット・ジャグバッグズ』『スパークル・ハード』であるが他の作品でもザ・ジックスは演奏で参加をしている。

### ソロ・アルバム
- 『グルーヴ・ディナイド』 - Groove Denied (2019年)
- 『トラディショナル・テクニークス』 - Traditional Techniques (2020年)

### ペイヴメント
- 『スランティッド・アンド・エンチャンティッド』 - Slanted and Enchanted (1992年)
- 『クルーキッド・レイン』 - Crooked Rain, Crooked Rain (1994年)
- 『ワーウィ・ゾーウィ』 - Wowee Zowee (1995年)
- 『ブライトゥン・ザ・コーナーズ』 - Brighten The Corners (1997年)
- 『テラー・トワイライト』 - Terror Twilight (1999年)

### シルヴァー・ジューズ
- Starlite Walker (1994年)
- American Water (1998年)
- Tanglewood Numbers (2005年)
- Lookout Mountain, Lookout Sea (2008年)

### The Crust Brothers
- Marquee Mark (1998年)